# 邓明魁
鄧明魁（1964年—），男性，河內市人，越南政治人物、外交官。

## 生平
畢業於俄羅斯莫斯科國立國際關係學院，鄧明魁會講中文、英文和俄文。其妻黎鈴蘭也是越南外交官，任越南駐瑞士兼列支敦斯登大使。
1991年，鄧明魁進入越南外交部任職，任國際關係專家，然後擔任外交部中國司（現為東北亞司）關係部主任，2002年出任越南駐廣州第二任總領事，2006年10月至2006年12月，他擔任外交部亞洲一司（現為東北亞司）副司長。
2006年12月至2010年5月，歷任越南駐華大使館參贊；2010年至2014年1月，他擔任外交部東北亞司副司長。2014年1月至2014年9月，他被任命為外交部部長助理兼東北亞司司長。2014年9月至2015年10月，他擔任外交部副部長。
從2015年10月至2019年10月，他擔任越南駐中華人民共和國特命全權大使。
2020年2月，他被阮春福總理任命為外交部副部長兼任海外越南人国家委员会主任。
2020年10月，越南国家主席阮富仲任命他为越南驻俄罗斯大使。除此之外，他亦兼任越南在乌兹别克斯坦、土库曼斯坦、亚美尼亚与阿塞拜疆的非常驻大使。